# 몬테벨로디베르토나
몬테벨로디베르토나(이탈리아어: Montebello di Bertona)는 이탈리아 아브루초주 페스카라도에 위치한 코무네다. 그란산소 에 몬티델라라가 국립공원에 위치한다.